# Indische Badmintonmeisterschaft 2010/11
Die Indische Badmintonmeisterschaft der Saison 2010/2011 fand vom 3. bis zum 10. Januar 2011 in Rohtak statt. Es war die 75. Austragung der nationalen Titelkämpfe im Badminton in Indien.

## Finalergebnisse
| Disziplin    | Sieger                        | Finalist                          | Ergebnis            |
| ------------ | ----------------------------- | --------------------------------- | ------------------- |
| Herreneinzel | Arvind Bhat                   | Kashyap Parupalli                 | 21-13, 21-17        |
| Dameneinzel  | Aditi Mutatkar                | Arundhati Pantawane               | 19-21, 23-21, 21-15 |
| Herrendoppel | Rupesh Kumar Sanave Thomas    | Manu Attri Jishnu Sanyal          | 21-15, 21-9         |
| Damendoppel  | Aparna Balan Prajakta Sawant  | Pradnya Gadre Jyotshna Polavarapu | 13-21, 21-19, 21-15 |
| Mixed        | Pranav Chopra Prajakta Sawant | Arun Vishnu Aparna Balan          | 18-21, 21-11, 21-13 |